# Biblioteca Pública de Chicago

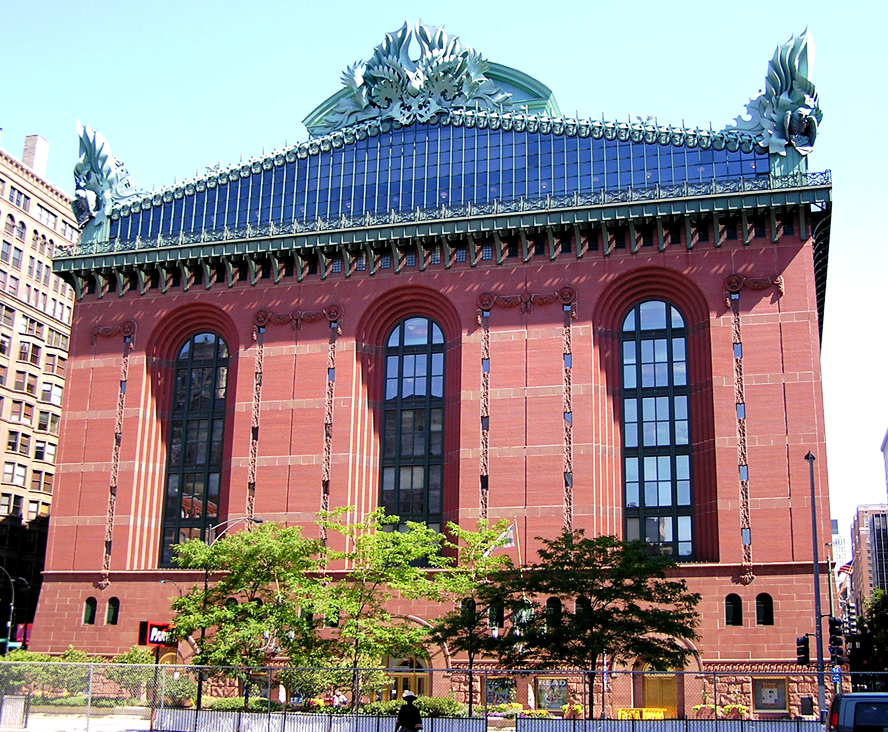
Harold Washington Library, la biblioteca central.

La Biblioteca Pública de Chicago (en idioma inglés: Chicago Public Library, CPL) es el sistema de bibliotecas de Chicago, Illinois, en Estados Unidos. Se conforma de una biblioteca central, dos bibliotecas regionales y bibliotecas sucursales.

## Bibliotecas
Las bibliotecas integrantes son:
- Harold Washington Library (La biblioteca central)
- Conrad Sulzer Regional Library
- Woodson Regional Library

### Distrito del Norte
- Albany Park Branch
- Austin-Irving Branch
- Harold Bezazian Branch
- Bucktown-Wicker Park Branch
- Budlong Woods Branch
- Edgebrook Branch
- Edgewater Branch
- Galewood-Mont Clare Branch
- Humboldt Branch
- Independence Branch
- Jefferson Park Branch
- Lincoln-Belmont Branch
- Lincoln Park Branch
- Logan Square Branch
- Mayfair Branch
- John Merlo Branch
- North Austin Branch
- North Pulaski Branch
- Northtown Branch
- Oriole Park Branch
- Portage-Cragin Branch
- Roden Branch
- Rogers Park Branch
- Uptown Branch
- West Addison Branch
- West Belmont Branch

### Distrito central
- Archer Heights Branch
- Austin Branch
- Back of the Yards Branch
- Blackstone Branch
- Brighton Park Branch
- Canaryville Branch
- Chicago Bee Branch
- Chinatown Branch
- Richard J. Daley Branch
- Douglass Branch
- Eckhart Park Branch
- Gage Park Branch
- Garfield Ridge Branch
- Hall Branch
- Martin Luther King|Martin Luther King Jr. Branch
- Legler Branch
- Rudy Lozano Branch
- Mabel Manning Branch
- Marshall Square Branch
- McKinley Park Branch
- Midwest Branch
- Near North Branch
- Roosevelt Branch
- Sherman Park Branch
- Toman Branch
- West Chicago Avenue

### Distrito del Sur
- Altgeld Branch
- Avalon Branch
- Beverly Branch
- Brainerd Branch
- Chicago Lawn Branch
- Clearing Branch
- Bessie Coleman Branch
- Hegewisch Branch
- Jeffery Manor Branch
- Kelly Branch
- Thurgood Marshall Branch
- Mount Greenwood Branch
- Pullman Branch
- Scottsdale Branch
- South Chicago Branch
- South Shore Branch
- Tuley Park Branch
- Vodak East Side Branch
- Walker Branch
- West Englewood Branch
- West Lawn Branch
- West Pullman Branch
- Wrightwood-Ashburn Branch
- Whitney M. Young, Jr. Branch